# テノ・ロンカリオ
セレステ・ドメニコ・ロンカリオ（英語: Celeste Domenico Roncaglio, 1916年3月23日 - 2003年3月30日）は、アメリカ合衆国下院議員を務めたアメリカ合衆国の政治家、作家。通称のテノ・ロンカリオ(Teno Roncalio)としても知られる。2021年現在、ワイオミング州選出の下院議員を務めた最後の民主党員である。
1950年代から1960年代にかけて、ワイオミング州民主党で複数の要職を務め、1964年にアメリカ下院議員に選出された。1966年にアメリカ上院議員選挙に出馬するも落選。1970年には下院議員に再び選出され、通算5期の任期を務めた。1978年選挙への不出馬を表明し、議員職を離れた。
ジョン・F・ケネディ政権時代と1980年代には、環境委員会に所属し、環境問題に取り組んだ。また、ベトナム戦争への介入に反対し続けた民主党反戦派議員の一人である。

## 経歴・人物
1916年3月23日、ワイオミング州ロック・スプリングスのイタリア系移民の一家に生まれた。父のフランクは炭坑夫やジャンク品の販売を行い、母のエルネスタは寄宿舎を経営していた。セレスティーノ(Celestino)という指小辞で呼ばれていたため、子供の頃はティノ(Tino)というニックネームが付けられたが、それが変化してテノ(Teno)と呼ばれるようになった。6歳から地元の理髪店で靴磨きとして働き始め、1933年に理髪師の免許を取得。高校卒業後はロック・スプリング・ロケット・マイナー紙の記者兼営業として働いた。
1941年、真珠湾攻撃をきっかけに太平洋戦争が勃発。ロンカリオは陸軍に入隊すると、ヨーロッパ戦線に配属され、ジェーラの戦いなどに従軍した。ノルマンディー上陸作戦ではオマハビーチで奮戦し、シルバースター勲章を授与された。その後、1945年に大尉の階級で除隊した。
1940年、キャスパー・トリビューン・ヘラルド紙が発行していたワイオミング・カレジエイト・フューチャーズの編集を開始した。ワイオミング大学在学中は学生会長に選出され、ヤング民主党に参加し、Joseph C. O'Mahoney上院議員からワシントンD.C.での仕事を依頼される。1947年、ワイオミング大学を卒業し、法律の学位を取得。1950年にWyoming Labor Journalの編集者として働き始め、1950年から1956年までララミー郡の検事を務めた。1957年には、ワイオミング州民主党の議長に選出され、1956年、1960年、1964年、1968年の民主党全国大会の代議員を務めた。
1960年の民主党全国大会では、ワイオミング州代表団の議長として、ジョン・F・ケネディに15票を投じ、民主党大統領候補の当選に貢献した。上院議員選挙に勝利したエドウィン・キース・トムソンが就任前に亡くなると、ケネディはジョン・J・ヒッキー州知事に対し、空席となった上院議員の席にロンカリオを任命するよう要求したが、ヒッキー州知事は自らを任命した。

### 政治家

#### 前半期
1964年4月28日、ロンカリオはアメリカ下院議員選挙に民主党から出馬した。大統領選挙で民主党のリンドン・B・ジョンソン大統領がワイオミング州で勝利したことが追い風となり、現職のウィリアム・ヘンリー・ハリソン下院議員との接戦を制した。
就任後、ジョンソン大統領の一般教書演説を賞賛し、「この国が建国された憲法上の原則を20世紀になって再表明したもの」と称した。第89議会中は内務委員会と退役軍人問題委員会に所属した。

#### 上院議員への挑戦と落選
1966年6月15日、下院議員再選を目指さず、上院議員選挙への立候補を表明したが、共和党のクリフォード・P・ハンセン州知事に敗れた。
1967年、翌1968年選挙で下院議員に再立候補するよう要請されたが、立候補しないことを選択した。1968年の民主党大統領予備選挙では、ロバート・F・ケネディ上院議員を支持し、選挙スタッフの一員として活動した。ロンカリオはロバート・ケネディの暗殺を聞き、「ニュースになるような適切なことや、まともなことを言うのは思いつかない」と述べている。
ケネディの死後、ヒューバート・H・ハンフリーが民主党の大統領候補として指名された。ハンフリーは、ベトナム戦争への本格介入を作ったジョンソン政権で副大統領を務めており、反戦派のロンカリオにとっては受け入れがたいものであったため、民主党全国大会で反ハンフリー運動への支持を表明した。1969年4月、ワイオミング州の民主党全国委員会のウィリアム・A・ノリス・ジュニアが辞任を表明し、投票日前に対立候補が撤退を表明したため、無投票でロンカリオが後任に選ばれた。

#### 後半期
1970年6月23日、下院議員選挙への立候補を表明。民主党予備選挙では、後に州知事となるエドガー・ハーシュラー州議員を大差で破り、本戦では共和党のハリー・ロバーツとの接戦の末、608票差の僅差で当選を果たした。1972年の民主党大統領予備選では、エドモンド・マスキー上院議員が最もバランスの取れた候補者であると評価したが、その後フロリダ州マイアミビーチで開催された全国大会ではジョージ・マクガバンに投票した。
その後も、ロンカリオは再選を続け、1976年選挙では対立候補に2万票近い差を付けて当選するなど、安定した支持を獲得していた。
ウォーターゲート事件では、「決定的証拠(Smoking Gun)」と呼ばれる録音テープが公開されるまで民主党から離れて無所属を貫き、ニクソン大統領の弾劾を支持した。彼はスピロ・アグニューの辞任後、新しい副大統領が確定した後に弾劾裁判が行われるべきだと述べ、1973年には下院少数党院内総務のジェラルド・フォードの副大統領就任に賛成した。ニクソンが辞任し、フォードが大統領に就任すると、ロンカリオはネルソン・ロックフェラーの副大統領就任に賛成した。
1977年9月17日、母校ワイオミング大学でフットボールの試合に参加した際、1978年選挙には出馬しないことを発表し、知事選ではエドガー・ハーシュラー元州議を支持することを表明した。1978年選挙では、元ホワイトハウス首席補佐官で共和党のディック・チェイニーが大勝し、ロンカリオは1978年12月30日に早々と辞任した。

#### 議員引退
政界引退後、ワイオミング州ティトン郡のスネーク川周辺で金の採掘事業を行った。
1982年までワイオミング州のビッグホーンでのインディアンの水利権に関する裁定の特別マスターを務めた。1980年下院議員選挙に出馬したジム・ロジャースや1982年上院議員選挙に出馬したロジャー・マクダニエルといった民主党候補を支援するも、いずれも落選した。1990年下院議員選挙ではピート・マックスフィールド候補に1,000ドルの寄付を行ったが、マックスフィールドは当選を果たせなかった。
2002年、彼の功績を称えられ、ワイオミング州ロック・スプリングスの郵便局がテノ・ロンカリオ郵便局と命名された。
2003年3月30日、ロンカリオはワイオミング州シャイアンのライフ・ケア・センターでうっ血性心不全のために亡くなり、マウント・オリヴェット墓地に埋葬された。葬儀にはデイブ・フロイデンタール知事、マイク・サリバン前知事、クレイグ・ライル・トーマス上院議員、ウィリアム・U・ヒル州首席判事、キャシー・カーパン前国務長官などワイオミング州の政治家が参列し、テッド・ケネディ上院議員の手紙が読み上げられた。

## 政策

### 国内問題

#### 憲法修正
1966年、リンドン・B・ジョンソン大統領は一般教書演説の中で、下院議員の任期を現行の2年から4年にする憲法改正案を議会で可決すべきだと提案し、ロンカリオもこの案を支持したが、憲法改正は不成立に終わった。
1966年には、選挙権年齢を引き下げるための憲法改正の支持を求める決議を提出した。この決議は憲法改正には至らなかったが、ロンカリオは1971年に下院に戻った際、アメリカ合衆国憲法修正第26条を支持した。

#### 環境問題
1965年、アゲート・フォッシル・ベッズを保護区にするための活動を開始し、1965年に連邦議会で認可され、1997年6月14日にアゲイト・フォッシル・ベッズ国定公園として正式に設立された。1972年には、フォッシル・ビュート国定公園の設立を支援した。1973年には、地下の核爆発を利用して天然ガスを生産しようとする試みを阻止した。

### 外交問題
1965年には石油輸入量を220万バレル/日から37万5千バレル/日に減らし、国内の石油生産量を増やす法案をオマー・バーレソン下院議員が提出し、ロンカリオは同法案の支持を表明した。1966年には下院非米活動委員会への資金提供を停止する活動を支持し、フランスがアメリカに対して60億ドルの戦争債務を返済することを要求する決議案を作成した。

#### ベトナム戦争
1965年2月12日、アメリカはベトナムへの介入を継続すべきだと述べ、1965年4月5日には、ベトナムに関与し続けることを対外的に示すべく、南ベトナムのサイゴンに新しいアメリカ大使館を建設するための予算案を支持した。
しかし、1970年代に下院に戻ると、ベトナム戦争に断固として反対した。1969年には、リチャード・ニクソン大統領の「名誉ある和平(Peace with Honor)」計画を「インチキな約束」と批判し、アメリカはベトナムで失敗したのだから、兵士を撤退させるべきだと主張した。1971年11月10日には、11月15日までにすべての国防費を停止するという予算修正案に賛成し、「ベトナム撤退の時期が決まるまではいかなる国防費にも賛成しない」と述べたが、反対多数で否決された。1971年2月には、徴兵制を2年延長する法案に反対するも、賛成多数で可決された。